# Mohakorallgomba
A mohakorallgomba (Clavulinopsis corniculata) a palánkagombafélék családjába tartozó, Eurázsiában és Észak-Amerikában honos, erdőkben, füves területeken élő, nem ehető gombafaj.

## Megjelenése
A mohakorallgomba termőteste 2-9 cm magas, ritkásan vagy közepesen sűrűn elágazó, törékeny állagú. Az ágak simák, tojássárga-, okkersárga-, éréskor barnás színűek, elágazóak. Az elágazódások általában két, ritkán három vagy több tompa csúcsban végződnek; a csúcsok az ágakhoz hasonló színűek.   
Töve 1-4 cm hosszú és 1-5 mm vastag, többnyire lefelé elvékonyodó. Felső része sárga, alsó fehér micéliummal fedett. Néha csökevényes lehet vagy teljesen hiányozhat. 
Húsa halványsárga. Szaga lisztes, íze lisztes vagy kesernyés.
Spórapora fehér. Spórája kerek vagy majdnem kerek, sima, mérete 4,5-7 µm.

### Hasonló fajok
A sárga bunkógomba aranysárga és élőhelye hasonló, de csak alig néhányszor ágazik el. A narancsszínű enyveskorallgomba fenyőágakat és törzseket bont, ágai ragadósak, szarvasagancsszerűek.  

## Elterjedése és termőhelye
Eurázsiában és Észak-Amerikában honos. 
Lomberdőkben, fenyvesekben és füves területeken is előfordul, az avar korhadékait bontja. - él korhadt fatörzseken, lehullott ágakon, tuskón, esetleg a talajon. Júniustól novemberig terem.

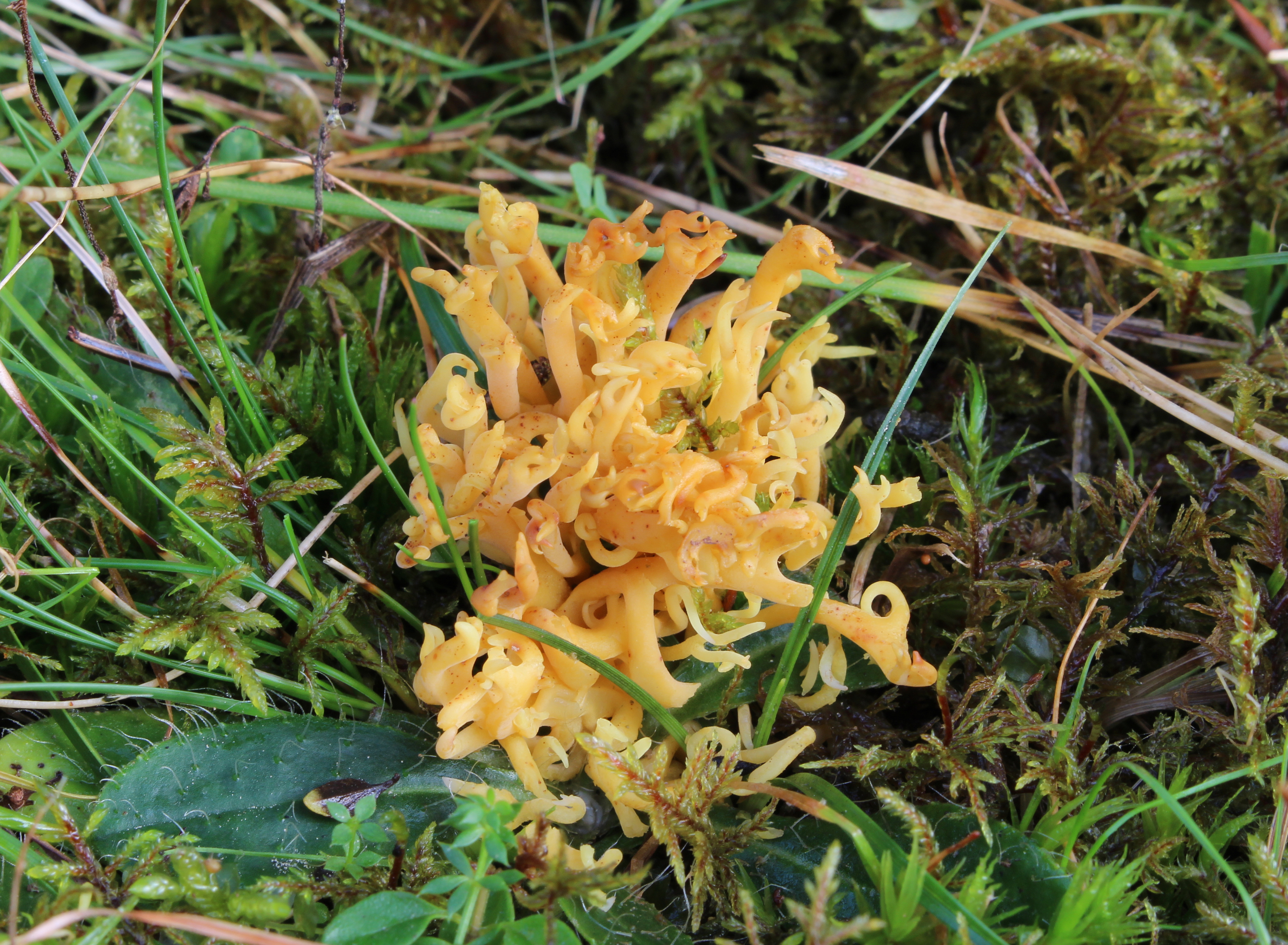
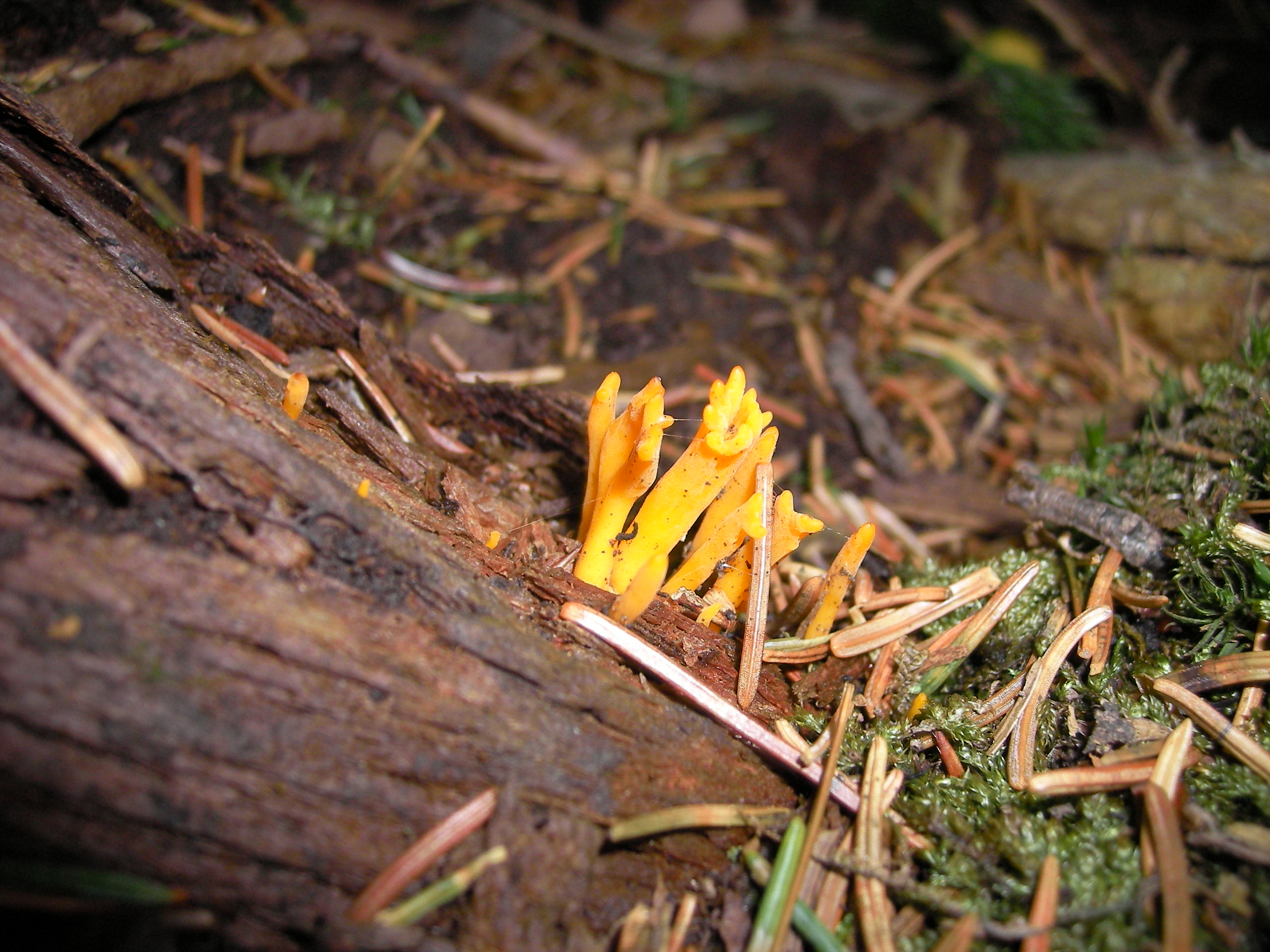
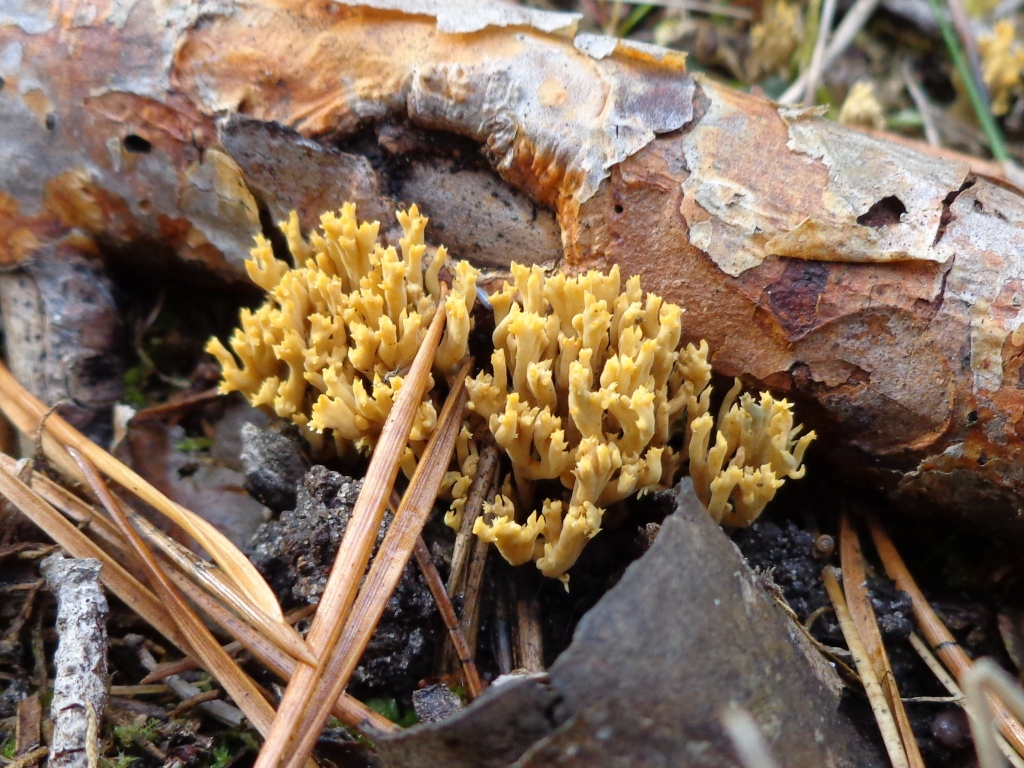
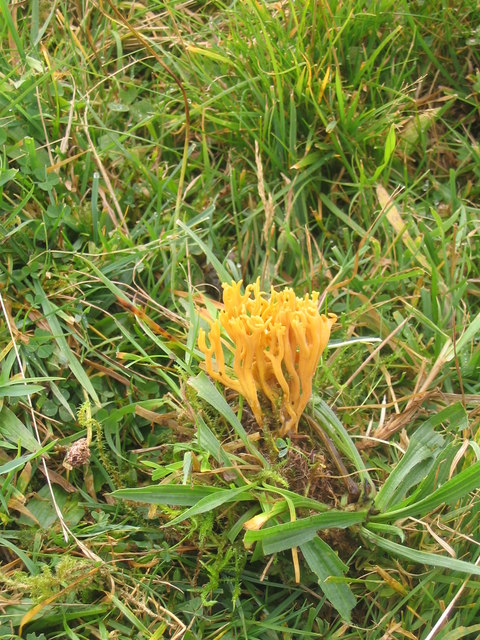
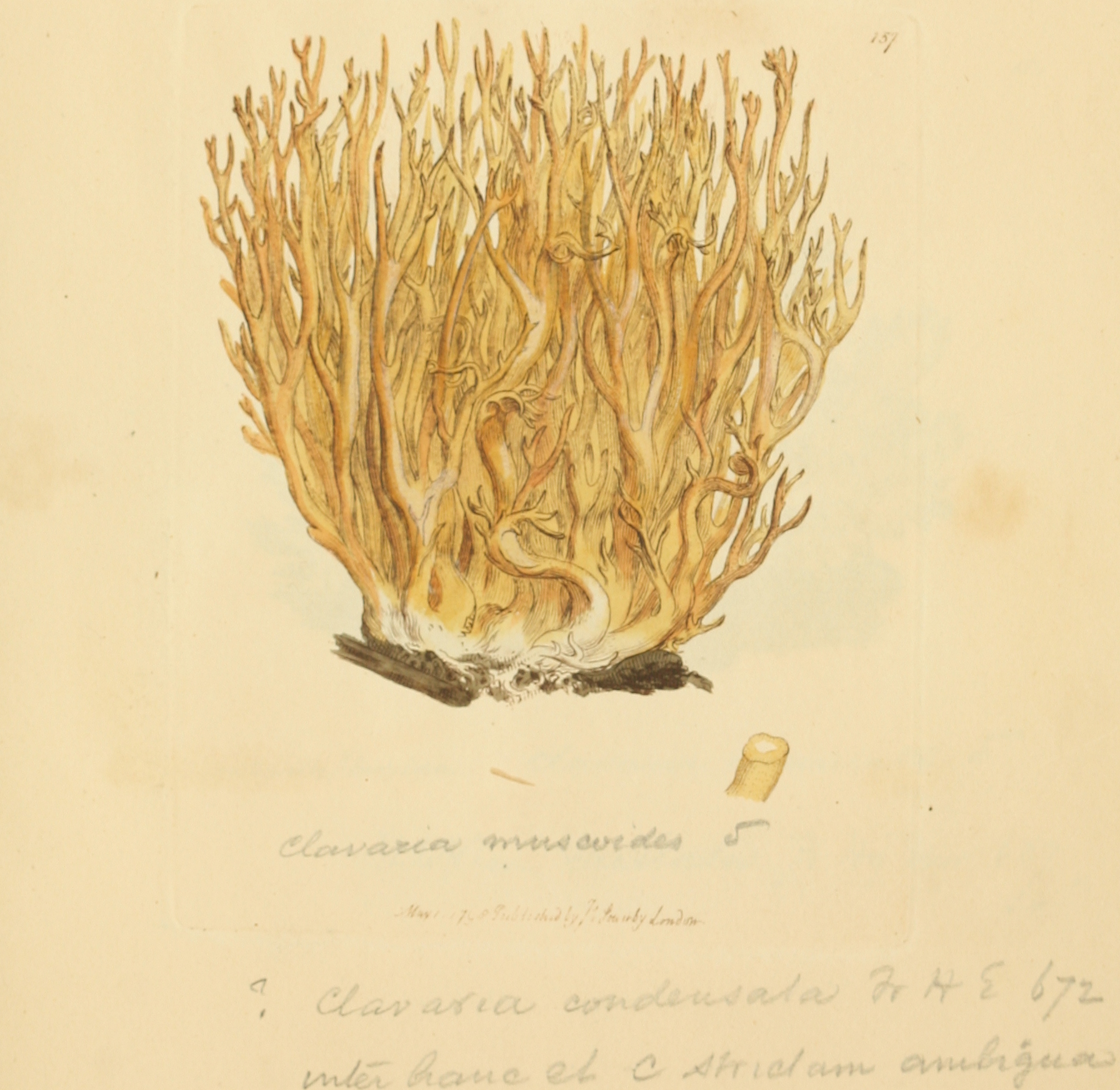

Nem ehető. 